# Europastraße 101
Die Europastraße 101 (kurz: E 101) ist eine Europastraße, die in nord-südlicher Richtung von Moskau in die Ukraine führt. Die Europastraße beginnt am Stadtring von Moskau und ist streckengleich mit der Schnellstraße M-3. Sie führt dann nach Südwesten an den Städten Kaluga, Brjansk und Sewsk vorbei.
Ab der ukrainischen Grenze ist die Fernstraße als M-02 beschildert. Nach Hluchiw – hier geht die E 38 ab – erreicht die Fernstraße Krolewez, Baturyn und führt vorbei an den Städten Konotop, Borsna und Nischyn, bis sie bei Kipti, etwa 90 Kilometer nördlich von Kiew, auf die M-01 wechselt. Hier kreuzt sie die E 95. Nunmehr führt die E 101 weiter nach Kiew. Dort endet sie an dem Kreuzungspunkt mit den Europastraßen 40 und 373.